# Национальный олимпийский комитет Италии
Национальный олимпийский комитет Италии (итал. Comitato olimpico nazionale italiano, CONI) — организация, представляющая Италию в международном олимпийском движении.

## История
Основан 10 июня 1914 года, штаб-квартира НОК находится в Риме. Является членом Международного олимпийского комитета (МОК). Осуществляет деятельность по управлению итальянским спортом и его развитию. Включает 45 национальных спортивных федераций, 17 спортивных объединений, 12 сопутствующих спортивных организаций, 1 территориальную спортивную организацию и 18 организаций по развитию видов спорта. В сумме включает 95 000 спортивных клубов численностью до 11 млн членов. Бюджет олимпийского комитета Италии в 2009 году составляет 446,64 млн евро, главным образом выделенные правительством Италии.